# Suillellus
Genre
Suillellus est un genre de champignons basidiomycètes de la famille des Boletaceae.

## Liste des espèces
Selon MycoBank (2 avril 2024) :
- Suillellus adalgisae (Marsico & Musumeci) Schwab, 2019
- Suillellus adonis (Pöder & H. Ladurner) Vizzini, Simonini & Gelardi, 2014
- Suillellus amygdalinus (Thiers) Vizzini, Simonini & Gelardi, 2014
- Suillellus atlanticus (Blanco-Dios & G. Marques) Vizzini, Simonini & Gelardi, 2014
- Suillellus austrinus (Singer) Murrill, 1948
- Suillellus caucasicus (Singer ex Alessio) Blanco-Dios, 2015
- Suillellus comptus (Simonini) Vizzini, Simonini & Gelardi, 2014
- Suillellus dupainii (Boud.) Blanco-Dios, 2015
- Suillellus eastwoodiae Murrill, 1910
- Suillellus floridanus (Singer) Murrill, 1948
- Suillellus frostii (J.L. Russell) Murrill, 1909
- Suillellus gabretae (Pilát) Blanco-Dios, 2015
- Suillellus hypocarycinus (Singer) Murrill, 1948
- Suillellus lupinus (Fr.) Blanco-Dios, 2015
- Suillellus luridiceps Murrill, 1946
- Suillellus luridus (Schaeff.) Murrill, 1909
- Suillellus mendax (Simonini & Vizzini) Vizzini, Simonini & Gelardi, 2014
- Suillellus permagnificus (Pöder) Blanco-Dios, 2015
- Suillellus pictiformis Murrill, 1943
- Suillellus poikilochromus (Pöder, Cetto & Zuccher.) Blanco-Dios, 2015
- Suillellus pulchrotinctus (Alessio) Blanco-Dios, 2015
- Suillellus queletii (Schulzer) Vizzini, Simonini & Gelardi, 2014
- Suillellus rhodopurpureus (Smotl.) Blanco-Dios, 2015
- Suillellus rhodoxanthus (Krombh.) Blanco-Dios, 2015
- Suillellus rubrosanguineus (Cheype) Blanco-Dios, 2015
- Suillellus satanas (Lenz) Blanco-Dios, 2015
- Suillellus subamygdalinus Kuan Zhao & Zhu L. Yang, 2016
- Suillellus subluridus Murrill, 1938
- Suillellus subvelutipes (Peck) Murrill, 1948
- Suillellus torosus (Fr.) Blanco-Dios, 2015
- Suillellus weberi (Singer) Murrill, 1948

## Systématique
Le nom correct complet (avec auteur) de ce taxon est Suillellus Murrill, 1909.

## Publication originale
- (en) Murrill, W.A., « The Boletaceae of North America - 1 », Mycologia, vol. 1,‎ 1909, p. 4-18